# Lokvanjsko jezero
Lokvanjsko jezero (serb. Локвањско језеро) – jezioro polodowcowe w Górach Dynarskich, w paśmie Bjelašnicy, na terenie Bośni i Hercegowiny (kanton sarajewski).
Akwen pochodzenia lodowcowego znajduje się w północno-wschodniej części pasma Bjelašnicy na wysokości 1760 (lub 1770 albo 1740) m n.p.m. Leży w dolinie po zachodniej stronie szczytu Mala Vlahinja. Ma eliptyczny kształt, sto metrów długości, sześćdziesiąt metrów szerokości i dwa metry głębokości. Zasila go pobliskie źródło i śniegi w okresie roztopów. 
Jezioro zamieszkują traszki. Jest ono silnie narażone na zasypywanie po wschodniej stronie, gdzie zaczęło się formować bagno. Połowa powierzchni jeziora pokryta jest roślinnością bagienną z tendencją do dalszego jej rozszerzania się. Akwen jest zagrożony zanikiem. Do jeziora prowadzi oznakowana ścieżka ze schroniska Stanari (około 1,30 godziny marszu).